# Microlophus theresiae
Microlophus theresiae är en ödleart som beskrevs av  Franz Steindachner 1901. Microlophus theresiae ingår i släktet Microlophus och familjen Tropiduridae. Inga underarter finns listade i Catalogue of Life.